# Las Huertas, Santo Domingo Teojomulco
Las Huertas är en ort i Mexiko.   Den ligger i kommunen Santo Domingo Teojomulco och delstaten Oaxaca, i den sydöstra delen av landet, 400 km sydost om huvudstaden Mexico City. Las Huertas ligger 884 meter över havet och antalet invånare är 433.
Terrängen runt Las Huertas är kuperad åt sydväst, men åt nordost är den bergig. Runt Las Huertas är det ganska glesbefolkat, med 34 invånare per kvadratkilometer. Närmaste större samhälle är El Arador, 12,7 km öster om Las Huertas. I omgivningarna runt Las Huertas växer huvudsakligen savannskog.